# Begraafplaats van Sint-Jan-ter-Biezen
De Begraafplaats van Sint-Jan-ter-Biezen is een gemeentelijke begraafplaats in het Belgische dorp Sint-Jan-ter-Biezen, een deelgemeente van Poperinge. De begraafplaats ligt aan de Kapellestraat op 100 m ten zuiden van het dorpscentrum (Sint-Janskerk). De 
begraafplaats heeft een min of meer vierkantig grondplan en wordt omgeven door een haag. Vanaf de straat loopt een onverharde weg van 50 m naar de toegang.

## Brits oorlogsgraf
In het midden van de begraafplaats ligt het graf van de Britse soldaat Alfred Smith. Hij diende bij het Gloucestershire Regiment en stierf op 30 april 1918. Zijn graf wordt onderhouden door de Commonwealth War Graves Commission en staat er geregistreerd onder St. Jan-ter-Biezen Communal Cemetery.